# 黒川村 (佐賀県)
黒川村（くろがわむら）は、佐賀県西松浦郡にあった村。現在の伊万里市の一部にあたる。

## 地理
拝川、立川の流域に位置していた。
- 海洋：伊万里湾[2]

## 歴史
- 1889年（明治22年）4月1日、町村制の施行により、西松浦郡大黒川村、福田村、塩屋村、小黒川村、黒塩村、椿原村、清水村、横野村、立目村、牟田村、花房村、畑川内村、長尾村、真手野村が合併して村制施行し、黒川村が発足[1][2]。旧村名を継承した大黒川、福田、塩屋、小黒川、黒塩、椿原、清水、横野、立目、牟田、花房、畑川内、長尾、真手野の14大字を編成[2]。
- 1954年（昭和29年）4月1日、西松浦郡伊万里町、波多津村、南波多村、大川村、松浦村、二里村、東山代村、山代町と合併し、市制施行し伊万里市を新設して廃止された[1][2]。合併後、伊万里市大字大黒川・福田・塩屋・小黒川・黒塩・椿原・清水・横野・立目・牟田・花房・畑川内・長尾・真手野となる[2]。

## 産業
- 農業、漁業、工業、商業[2]
- 副業：和紙[2]